# Jardín Botánico de La Unión
El Jardín Botánico y Zoológico La Unión en inglés: La Unión Botanical and Zoological Garden (LUBG), es un jardín botánico y un zoológico de unas 10 hectáreas de extensión. Es un proyecto de colaboración entre la municipalidad de San Fernando City y la provincia de La Unión, patrocinado por el congresista Victor F. Ortega. El LUBG es miembro del Botanic Garden Conservation International (BGCI).
Se encuentra en sitio Japan, Barangay Cadaklan, a unos 8 km de Ciudad de San Fernando, La Unión, Filipinas. 

## Historia
El jardín fue establecido a principios de la década de 1970 cuando un grupo de voluntarios japoneses plantaron unos 1.500 árboles de mango en una parte desnuda de bosque cerca de la ciudad de San Fernando. Los voluntarios caminaron por una hora hasta alcanzar el área.
Esta acción fue seguida por la extensión del área con la ayuda del gobierno provincial. El jardín fue mantenido inicialmente a través del fondo de desarrollo del país (CDF) de funcionarios nacionales y locales, hasta que fue transferido a la responsabilidad de la Fundación LUBGF.
En 1994, la actual alcaldesa de San Fernando, Mary Jane C. Ortega, entonces profesora de la universidad, deseaba situar en este lugar un mini parque zoológico, para enseñar a los niños a ser buenos con los animales, pues ella tiene la opinión de: "si usted es bueno con los animales, usted llega a ser bueno con los demás, Usted desarrolla una cultura de la amabilidad".
El jardín botánico se ha convertido en el punto de referencia de la provincia de La Unión en símbolo de San Fernando City, que es reconocida como la "Clean and Green City" (Ciudad Limpia y Verde).

## Colecciones
Eol jardín botánico alberga a millares de especies de árboles silvestres del bosque y de árboles frutales, de vides, de arbustos, de plantas de flor, de malas hierbas y diferentes clases de vegetación, con más de 700 especies de plantas.
Las plantas fueron distribuidas en 17 jardines temáticos: 
- Educación ambiental,
- Investigación científica,
- Biodiversidad,
- Conservación,
- Reconstrucción estética, con plantas de flor (Penisitium, Lantana, Clitoria ternatea,. .)
- Reconstrucción pasiva
- Servicio público.
- Palmetum
- Orquideario
- Siempreverdes,
- Museo de Historia Natural,
- Aviarium.